# The Wailing Wailers
The Wailing Wailers es el álbum debut de The Wailers publicados en el Studio One. Originalmente lanzado en 1965 y compilado a partir de varias grabaciones realizadas durante los años 1964-1965, que compila lo que Coxsone Dodd consideradas como las mejores grabaciones de The Wailers de esta época. No es un álbum de estudio en el sentido convencional sino que fue el primer LP de lanzamiento de trabajo de la banda. 
El álbum se ha mantenido en forma impresa desde su lanzamiento, pero después de la primera versión (que tiene una portada diferente) cada lanzamiento del álbum se grabó recientemente para adaptarse a las tendencias musicales de la época. El álbum por muchos años no ha sido lanzado en el CD con el tracklist original o la tapa, pero todas las pistas (con y sin sobregrabaciones) están disponibles a través de varias compilaciones publicadas por Heartbeat Records en los años 1990 y 2000. El álbum finalmente fue lanzado en CD en mayo de 2016.

## Lista de canciones
Todas las canciones fueron compuestas por Bob Marley, excepto donde se indique:
1. "(I'm Gonna) Put It On" (Bob Marley, Clement Coxsone Dodd) - 3:06
2. "I Need You" - 2:48
3. "Lonesome Feeling" (Marley, Bunny Wailer, Peter Tosh) - 2:50
4. "What's New Pussycat?" (Burt Bacharach, Hal David) - 3:02
5. "One Love" - 3:20
6. "When the Well Runs Dry" (William Bell) - 2:35
7. "Ten Commandments of Love" - 4:16
8. "Rude Boy" - 2:20
9. "It Hurts to Be Alone" (Junior Braithwaite) - 2:42
10. "Love and Affection" - 2:42
11. "I'm Still Waiting" - 3:31
12. "Simmer Down" (Marley, Dodd) - 2:49

## Créditos
- Bob Marley – voz
- Peter Tosh – voz
- Bunny Wailer – voz
- Cherry Smith – coros en "Lonesome Feeling", "What's New Pussycat?" y "Simmer Down"
- Beverly Kelso – coros en "Lonesome Feeling", "One Love", "Rude Boy" y "I'm Still Waiting"
- Junior Braithwaite – voz en "It Hurts to Be Alone" y coros en "Simmer Down"
- Clement Coxsone Dodd - productor

- Datos: Q1187279